# مكسان
مُكَسَّان (الاسم العلمي: Lachesis)، جنس أفاعي سامة من فصيلة الأفعويات. توجد في مناطق الغابات في أمريكا الوسطى والجنوبية. يشير الاسم العام إلى واحد من مويراي الثلاثة في الأساطير اليونانية الذي حدد طول خيط الحياة. يضم الجنس ثلاث أنواع معروفة حاليًا.